# Przestępstwo racjonalne
Przestępstwo racjonalne – przestępstwo popełniane przez człowieka racjonalnego (homo oeconomicus), który postępuje zgodnie z zasadą optymalizacji zachowania, wybiera rozwiązania najefektywniej realizujące jego preferencje, dokonuje czynu zabronionego po przeprowadzeniu rachunku koniecznych kosztów i spodziewanych zysków, mając pełną świadomość co do tego, co jest legalne, a co zabronione przez prawo.

## Polityka karna
Całkowite wyeliminowanie zachowań przestępczych, występujących w społeczeństwie jest celem nie do osiągnięcia. W każdej społeczności występuje pewien, tolerowany poziom przestępczości. Wielość popełnianych przestępstw uzależniona jest od prowadzonej przez państwo polityki karnej, która może być bardziej lub mniej restrykcyjna.

## Model homo oeconomicus
Model człowieka ekonomicznego (racjonalnego) to jeden z ekonomicznych modeli ludzkich zachowań. Opiera się on na założeniu, iż homo oeconomicus jest ukierunkowany na działanie efektywne, a więc maksymalizujące zyski, a minimalizujące nakłady. Ponadto homo oeconomicus wyróżnia się kalkulowaniem nakładów i zamierzonych efektów, na skutek czego podejmuje wybory, które gwarantują ekonomiczne rezultaty. Model człowieka ekonomicznego znajduje zastosowanie na gruncie wyborów konsumentów podczas procesu zakupów. Dokonywane przez nich, racjonalne wybory dóbr, mają zaspokoić ich potrzeby i preferencje.

## Model przestępcy racjonalnego
Model przestępcy racjonalnego opiera się na założeniu, iż przestępca zdecyduje się popełnić czyn zabroniony, jeśli będzie to ekonomicznie opłacalne. Przestępcy w swoich działaniach opierają się na kalkulacji korzyści płynących z popełnionego przestępstwa, porównując je z grożącą karą. Do podjęcia decyzji o popełnieniu czynu zabronionego konieczne jest wyważenie dwóch płaszczyzn – poniesionych nakładów i oczekiwanych korzyści. Przestępca podejmie się bezprawnego działania, jeśli zysk z popełnienia konkretnego czynu zabronionego przewyższy koszt, niezbędny do osiągnięcia wskazanego zysku.

## Czynniki wpływające na zachowania przestępcze
Racjonalny przestępca, rozważając popełnienie czynu zabronionego, podczas procesu decyzyjnego bierze pod uwagę następujące czynniki:
- wysokość grożącej kary za konkretne przestępstwo,
- prawdopodobieństwo wykrycia przestępstwa i ukarania sprawcy,
- możliwość stygmatyzacji społecznej,
- skłonność do dokonywania czynów zabronionych.

Model przestępcy racjonalnego oparty jest na założeniu, że potencjalny przestępca świadomy jest kary grożącej za czyn, jaki ma popełnić, a także wykrywalności określonego przestępstwa. Z grona przestępców racjonalnych wykluczeni są sprawcy niepoczytalni całkowicie oraz częściowo, a także sprawcy nieletni. Ich działania nie mieszczą się w granicach racjonalności, często popełniają oni przestępstwa bez przeprowadzania rachunku zysków i strat płynących z popełnienia przestępstwa, w sposób nieracjonalny, pod wpływem impulsu.
Analizując czynniki wpływające na decyzję o popełnieniu przestępstwa, trzeba wskazać, że ryzyko wykrycia przestępstwa utrzymuje się średnio na poziomie około 10% szans na jego wykrycie, a następnie wymierzenie kary sprawcy. Czynnik ten ma więc niewielki wpływ na proces decyzyjny o popełnieniu danego czynu przez racjonalnego przestępcę. Prowadzenie przez państwo prawidłowej polityki karnej, z optymalnym działaniem wymiaru sprawiedliwości, poprzez skuteczne wykrywanie przestępstw i wykonywanie orzeczonych kar mogłoby znacząco podnieść rolę tego czynnika, przy procesie decyzyjnym potencjalnego sprawy przestępstwa.
Czynnikiem mającym największy wpływ na decyzję o popełnieniu przestępstwa racjonalnego, będzie wobec tego sankcja karna. Należy zaprzeczyć teoriom, jakoby zwiększenie surowości sankcji karnych wpływało na spadek przestępczości. Przy zwiększeniu represji, dojdzie do częstszego popełniania cięższych gatunkowo czynów karalnych, wobec braku rozróżnienia w surowości sankcji karnych. Zakładając racjonalne działanie przestępcy, zwiększenie ustawowego zagrożenia karą, przy niezmiennym poziomie wykrywalności przestępstw spowoduje, że racjonalny przestępca za bardziej opłacalne uzna popełnienie poważniejszego czynu np. zabójstwa, niż kradzieży.
Możliwość stygmatyzacji sprawcy przestępstwa na rynku pracy ma wpływ na decyzję o popełnieniu przestępstwa. Jest to koszt, jak sprawca musi uwzględnić w potencjalnej sytuacji wykrycia jego przestępnego czynu i następnie wymierzenia kary. Pośród bezrobotnych na rynku pracy, osoby skazane charakteryzują się wyższym o około 30% wskaźnikiem, niż wskaźnik ogólny bezrobocia, a więc poziom stygmatyzacji jest dość duży. Skłonność do popełniania przestępstw wpływa na proces decyzyjny racjonalnego przestępcy, jednakże jest ona uwarunkowana cechami psychosomatycznymi danej osoby. Osoby skłonne do ryzyka, będą także bardziej skłonne do podjęcia działań przestępczych. Ponadto wpływ na podjęcie decyzji o podjęciu przestępczego działania będzie miało osobiste pojmowanie przez każdą osobę zasad moralnych, a także przestrzeganie norm prawnych.

## Koszty przestępczości
Do kosztów przestępczości należy przede wszystkim zaliczyć koszty, które pokrywają ofiary przestępstw, a także koszty służące zapobieganiu wiktymizacji. Bez wątpienia są to koszty niezbędne do ograniczenia powstawania przestępstw oraz koszty pokrywane na skutek zaistniałych przestępstw. Oba powyższe rodzaje kosztów są bezużyteczne z punktu widzenia społeczeństwa. Wobec tego społeczeństwo powinno dokonać wszelkich starać, aby zminimalizować sumę ponoszonych kosztów. W związku z tym optymalność polityki karnej uzależniona jest od efektywnego działania organów ścigania, a mianowicie efektywności resocjalizacji, a także skutecznego odstraszania potencjalnych przestępców.
Koszty przestępczości można podzielić na dwie różne kategorie, ze względu na czas oraz rodzaj ponoszonych kosztów. W przewidywaniu zagrożenia są to głównie wydatki ponoszone na indywidualne bezpieczeństwo np. montowanie zamków w drzwiach, koszty ubezpieczenia np. w przypadku kradzieży oraz koszty monitoringu, oświetlenia itp. Natomiast do kosztów powstałych wskutek przestępstwa zalicza się: wartość zniszczonego albo ukradzionego mienia, stan psychiczny i fizyczny ofiary, a mianowicie koszty pokrytego leczenia, a także utracone korzyści powstałe wskutek niezdolności do pracy. Do kosztów przestępczości należy zaliczyć również koszty systemu wymiaru sprawiedliwości a mianowicie koszty prowadzenia postępowania karnego, wyznaczania obrońców z urzędu, koszty obejmujące wynagrodzenie policjantów, sędziów, prokuratorów itp. Wobec powyższego społeczeństwo powinno mieć na celu zminimalizowanie sumy ponoszonych wydatków, bowiem szacuje się, iż z roku na rok przestępczość kosztuje od 4% do 12% produktu krajowego brutto, co w sytuacji Polski stanowi kwotę od 30 do 90 miliardów złotych rocznie.